# Éder Cetré
Éder Derik Cetré Castillo (San Lorenzo, Ecuador, 15 de noviembre de 1994) es un futbolista ecuatoriano. Juega de mediocampista y su equipo actual es 9 de Octubre de la Serie B de Ecuador.

## Trayectoria
Sus inicios como futbolista fueron en los clubes Pelileo y Deportivo Puyo en donde realizó las categorías formativas.
En 2017 llegó al Santa Rita que en ese entonces disputaba la Serie B de Ecuador en la cual tuvo la oportunidad de debutar como futbolista profesional. Para la temporada 2020 fue contratado por el Barcelona de Guayaquil, con el equipo canario tuvo la oportunidad de disputar partidos de primera división e incluso disputó torneos internacionales como la Copa Libertadores en el partido válido por la segunda ronda ante Sporting Cristal de Perú en la derrota 2-1 en condición de visitante. Aunque a mediados de ese año fue cedido a préstamo al Orense en donde anotó su primer gol por el torneo de primera división.
Para el 2021 fue nuevamente cedido pero esta vez al 9 de Octubre luego del ascenso del equipo celeste después de 25 años a primera división.

## Estadísticas

### Clubes
Actualizado al último partido disputado el 30 de octubre de 2024.
| Club                  | País          | Año           | Partidos | Goles |
| --------------------- | ------------- | ------------- | -------- | ----- |
| Pelileo S. C.         | Ecuador       | 2015          | 24       | 2     |
| Deportivo Puyo        | Ecuador       | 2016          | 22       | 1     |
| Santa Rita            | Ecuador       | 2017-2019     | 90       | 0     |
| Barcelona S. C.       | Ecuador       | 2020          | 5        | 0     |
| Orense                | Ecuador       | 2020          | 13       | 1     |
| 9 de Octubre (cedido) | Ecuador       | 2021-2023     | 51       | 0     |
| El Nacional           | Ecuador       | 2023          | 5        | 0     |
| 9 de Octubre          | Ecuador       | 2024-act.     | 31       | 0     |
| Total carrera         | Total carrera | Total carrera | 241      | 4     |

### Participaciones internacionales
| Torneo                 | Club            | Resultado        |
| ---------------------- | --------------- | ---------------- |
| Copa Libertadores 2020 | Barcelona S. C. | Octavos de final |

## Palmarés

### Campeonatos provinciales
| Título                          | Club           | Año  |
| ------------------------------- | -------------- | ---- |
| Segunda Categoría de Tungurahua | Pelileo S. C.  | 2015 |
| Segunda Categoría de Pastaza    | Deportivo Puyo | 2016 |